# Коломиец, Алексей Маркович
Алексей Маркович Коломиец (род. 7 ноября 1938, Черниговка) — российский учёный, геолог, писатель. Является специалистом в области поисков и разведки месторождений полезных ископаемых.

## Биография
Родился 7 ноября 1938 года в селе Черниговка Черниговского района Приморского края в семье офицера-пограничника и учительницы. Детство и школьные годы прошли на Украине. В 1955 году окончил школу с золотой медалью. В 1960 году он окончил Московский геологоразведочный институт. В том же году занял должность старшего бурового мастера Горковской геологоразведочной экспедиции Средне-Волжского геологического управления. Работал руководителем темы в Средне-Волжском геологическом управлении. Через пять лет, в 1965 году он занял уже должность главного инженера этой экспедиции. С 1972 года работал главным инженером, а с 1983 года возглавлял как начальник Средне-Волжскую геологоразведочную экспедицию Производственного геологического объединения Центральных районов. В 1977 году Коломиец защитил кандидатскую диссертацию по теме «Исследование и разработка рациональной технологии сооружения геологоразведочных скважин в сложных условиях с применением водогипановых растворов». С 1991 года занимал пост генерального директора Волжского государственного геологического предприятия «Волгогеология» (впоследствии Федерального государственного унитарного геологического предприятия (с 2013 года ОАО) «Волгагеология»). Темой докторской диссертации, защищённой в 2011 году, стали «Инновационные технологии сооружения геологоразведочных скважин в сложных геологических условиях на основе водорастворимых полимеров».
А. М. Коломиец является членом Высшего горного совета РФ, сопредседателем Горного совета Приволжского федерального округа, вице-президентом НП «Горнопромышленники России» и научным руководителем его Нижегородского филиала, академиком, руководителем Нижегородского отделения РАЕН, академиком Международной академии минеральных ресурсов, действительным членом Вольного экономического общества России, членом исполкома, почётным членом РосГео, членом президиума Академии горных наук и руководителем её Приволжского отделения, первым заместителем председателя Ассоциации руководителей геолого-съёмочных предприятий России, членом Лиги менеджеров Нижнего Новгорода, членом оргкомитета Международного форума «Великие реки», членом ряда научно-технических советов. Состоит членом редакционного совета журнала «Разведка и охрана недр» и редакционной коллегии журнала «БЕРГпривилегии», региональный представитель журнала «Региональное освоение недр».
Проживает в Нижнем Новгороде. С 1998 года занимается литературной деятельностью, выступает как поэт и прозаик (выпустил 9 книг поэзии и 1 книгу прозы). С 2005 года состоит членом Союза писателей России, является членом правления его Нижегородского отделения. Член редколлегии литературно-художественного журнала «Вертикаль, XXI век».

## Научная деятельность
Основные достижения Коломийца связаны с развитием минерально-сырьевой базы России и Поволжья. В 1964 году возглавлял работы по геолого-экономической оценке Вятско-Камского месторождения желваковых фосфоритов. В 1981 году Коломиец выступил организатором и исполнителем работ по поискам и разведке Южно-Горьковского месторождения подземных вод. Учёный разработал технологию и организовал работы по разведке Белбажского месторождения каменной соли. В его вклад входит предложение и внедрение некоторых решений в области технологии скоростной и качественной проходки скважин колонковым способом. Ему принадлежит авторство и разработка нового научного и производственного направления — применения безглинистых полимерных промывочных жидкостей при бурении гидрогеологических скважин в породах рыхлого комплекса. Коломиец входит в число авторов и разработчиков новой технологии и технических средств для бурения скважин в сложных условиях с применением газо-жидкостных смесей.
По состоянию на 2013 год, в сферу научных интересов А. М. Коломийца входили технология буровых работ на воду и твердые полезные ископаемые; применение полимеров в буровых процессах; геоэкология; мониторинг опасных геологических процессов.
В 1995 году Коломиец был избран член-корреспондентом РАЕН. Обладатель премии Мингеологии СССР. Изобретатель СССР и заслуженный геолог РСФСР с 1993 года. Почётный разведчик недр. Он награждён орденом «За заслуги перед Отечеством IV ст.», орденом Трудового Красного Знамени, орденом «Знак Почёта», двумя государственными медалями, Почётной грамотой и золотым знаком Президента РФ, званием «Заслуженный геолог РФ», 19 ведомственными наградами, 10 академическими орденами, медалями и знаками, 9 общественными орденами, медалями и знаками.
Учёный является автором и соавтором 8 научных книг и брошюр, более 120 статей. Соавтор 14 изобретений, четырёх авторских свидетельств СССР и тринадцати патентов РФ. В 2013 году итогом совместной работы Коломийца с С. Д. Башкатовым и Б. И. Зайцевым стал справочник по бурению скважин на воду.

## Семья
Жена с 1961 года — Александра Степановна Коломиец. Дети — Оксана и Марко.

### Научные труды
- Выбор параметров промывочных жидкостей при бурении скважин на каменную соль в условиях Среднего Поволжья. М.: Э. И. ВИЭМС. № 3. 1977
- Опыт совершенствования технических средств и технологии бурения скважин на строительные материалы. М., 1990
- Прогрессивная технология бурения гидрогеологических скважин. М.: Недра, 1992

### Литературные сборники
- Я верю своей звезде, стихи, Н. Новгород, 1998
- Молитвы страждущей души, стихи, Н. Новгород, 2001
- Я геологии гимн пою, стихи, Н. Новгород, 2001
- Преодоление, венок сонетов, Н. Новгород, 2005
- Алёшин секрет, рассказы, Н. Новгород, 2005
- Хочу успеть, стихи, Н. Новгород, 2005